# Gruppo di Valtorta
Die Gruppo di Valtorta (später nur noch Valtorta) war eine deutsche Kabarettgruppe aus dem bayrischen Ebersberg, die von 1989 bis 2001 existierte. Ihr Stil wurde als dadaistisch oder als absurdes Theater charakterisiert. Benannt ist sie nach dem italienischen Bergdorf Valtorta, etwa 15 km östlich des Comer Sees. Nach Valtorta ist eine Straße in ihrem Heimatort Ebersberg benannt, die Valtortagasse neben dem Rathaus.

## Geschichte
Die Gruppe entstand aus einem Freundeskreis, der sich bereits zu Schulzeiten konstituierte. Anfang der 90er Jahre kreierte die Gruppe eine Lautsprache, die nach tief bairischem Dialekt klingt, ohne etwas zu bedeuten.
Mitglieder waren Alexander Liegl, später Drehbuchautor und Darsteller, der spätere Arzt Martin Pölcher, Markus Bachmeier, später Leiter des Alten Kinos Ebersberg und Inhaber einer Künstleragentur in Ebersberg, sowie Marlen Reichert, die sich kurz nach dem Abitur der Kabarettgruppe anschloss. Sie arbeitete bereits während ihrer Zeit als Kabarettistin auch beim Bayerischen Rundfunk und war bis 1998 Mitglied der Gruppe. Mittlerweile ist Reichert hauptberuflich Moderatorin bei BR-Klassik.
Nachdem sich Martin Pölcher einer beruflichen Zukunft als Facharzt zugewandt und die Region Ebersberg verlassen hatte, wurde die Gruppe von den anderen Künstlern zunächst fortgeführt und löste sich 2001 endgültig auf. 
Aus der Gruppe ging unter Markus Bachmeier ein Trägerverein hervor, der die zentrale Kultureinrichtung der Gemeinde Ebersberg, das Alte Kino Ebersberg, seit 1992 betreibt. Ehemalige Mitglieder der Gruppe sind im Trägerverein aktiv. Unter der Regie von Matthias Kiefersauer brachte eine Gruppe junger Schauspieler (Sebastian Winkler, Stefan Murr, Katharina Schwägerl und Ferdinand Schmidt-Modrow) zwischen 2010 und 2014 eine Neuinszenierung des Valtorta-Stückes Mörd! auf die Bühne.

## Programme
- 1989: Schnörz mich um, Du Schlippenglunz
- 1991: Niamatzo Blaamsepp!
- 1992: Hirnmitte – Szenen, schöner als der Tod
- 1994: Mörd!
- 1996: Dichtheit und Wartung
- 1997: Oberwasser – Der Tod kennt keine Verwandten
- 2000: Parole 73

## Auszeichnungen
- 1989: Tollwood-Förderpreis
- 1990: Passauer Scharfrichterbeil
- 1991: Kleinkunstpreis St. Ingbert
- 1992: Obernburger Mühlstein
- 1993: Salzburger Stier
- 1995: Deutscher Kleinkunstpreis
- 1995: Kabarettpreis der Landeshauptstadt München
- 1996: Förderpreis der Stadt München
- 1991, 1993, 1994: AZ-Stern der Woche der Abendzeitung

## Kritiken
„Kein Polit-Kabarett, kein Musik-Kabarett, sondern Kabarett in bester valentinesker Manier wird hier gezeigt: erstaunlich simpel, grandios absurd und latent hintersinnig... Selten ist es so amüsant, verwirrt zu werden..“

„Wie  soll das bescheidene Rezensentenwort dem atemberaubend vielschichtigen Stück auch nur annähernd gerecht werden? …aus absurden Versatzstücken entsteht herrlich absurdes Theater, das sich hemmungslos beim Bruder Boulevard, aber auch bei Comicstrip und Kintopp bedient.“

„Der Humor der beiden Akteure von Valtorta ist einzigartig in der deutschen Kabarettlandschaft. Ohne plumpen Witz und dafür mit viel Gespür für die poetischen Abgründe des Alltags entwerfen Liegl und Pölcher ein Universum, das in seiner anrührenden Absurdität an Karl Valentin erinnert.“